# Ratpenat nasofoliat de Lekagul
El ratpenat nasofoliat de Lekagul (Hipposideros lekaguli) és una espècie de ratpenat de la família dels hiposidèrids. Viu a Malàisia, les Filipines i Tailàndia. El seu hàbitat natural són àrees cova de pedra calcària. Les amenaces significatives per a la supervivència d'aquesta espècie són el turisme i la pertorbació religiosa a les coves, i també són caçats.